# Lorenzo Mascheroni

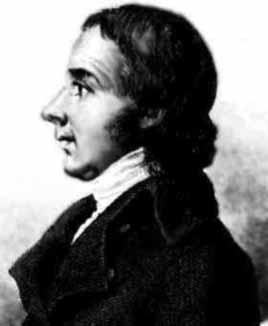
Lorenzo Mascheroni.

Lorenzo Mascheroni, född 13 maj 1750 nära Bergamo, död 14 juli 1800 i Paris, var en italiensk matematiker.
Mascheroni ägnade sig först åt humanistiska ämnen, men drogs efter några års lärarverksamhet till matematiken och blev professor i detta ämne vid universitetet i Pavia. 
Han var medlem av den lagstiftande församlingen i Cisalpinska republiken och sändes 1799 till Paris som medlem i den där inrättade internationella kommissionen för metersystemets införande. 
I skriften Adnotationes ad calculum integrale Euleri (1790) publicerade han en beräkning av Euler-Mascheronis konstant.

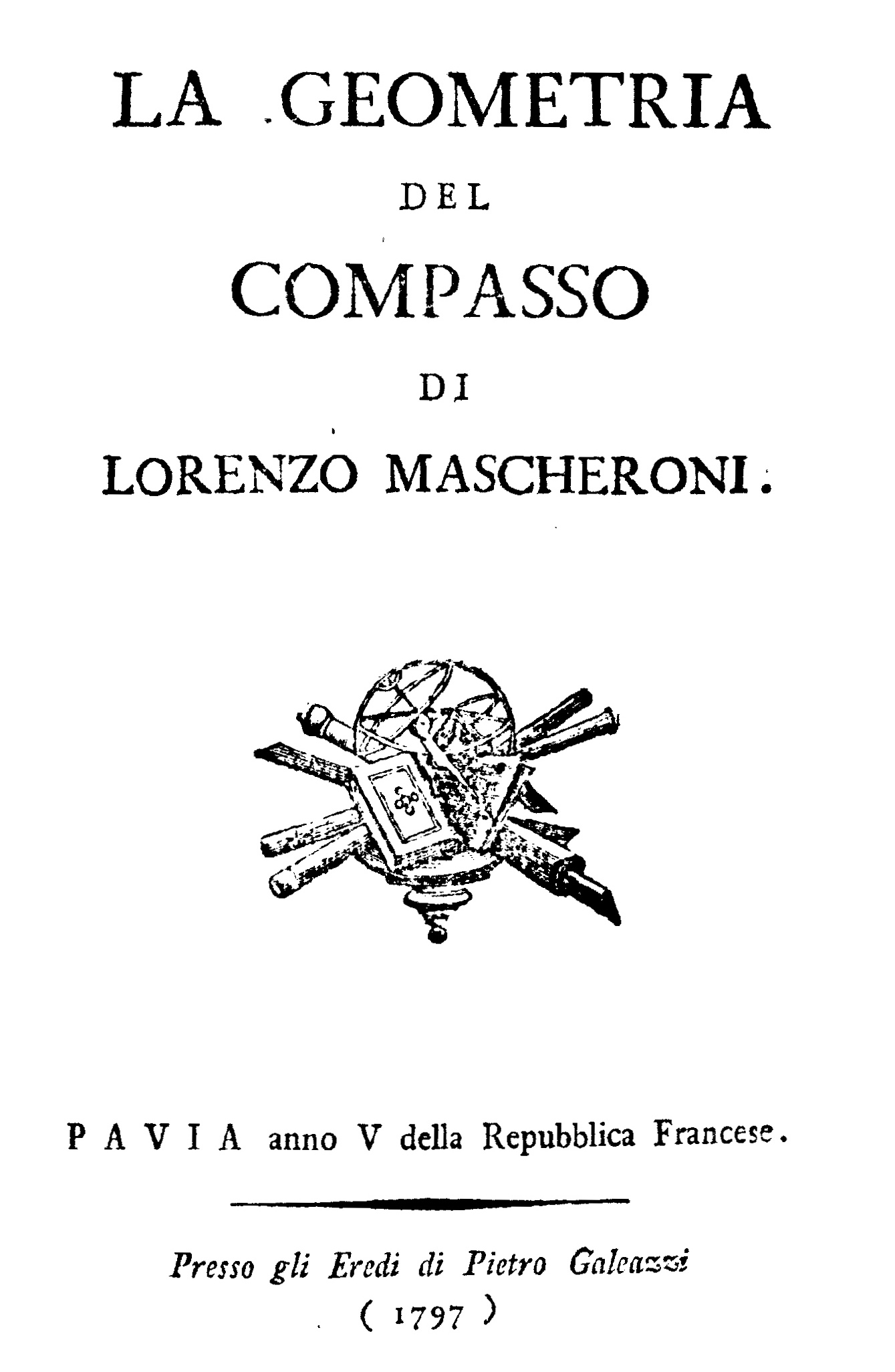
La geometria del compasso, 1797